# Ruth Teitelbaum
Ruth Teitelbaum (rozená Lichterman) (1924–1986) patřila k prvním programátorům na světě. Byla jednou z původních programátorů počítače ENIAC.

## Vzdělání
Na Hunter College Teitelbaum získala bakalářský titul z matematiky. Poté pracovala na Pensylvánské univerzitě jako výpočtářka balistických trajektorií. Takto zde pracovalo asi 80 žen, které pomocí komplexních diferenciálních výpočtů počítaly balistické trajektorie. V červnu 1943 se armáda rozhodla pro experimentální projekt – první elektronkový počítač. Jeho programátory bylo vybráno šest těchto žen, mezi nimi i Teitelbaum.

## Kariéra
Teitelbaum byla vybrána jako jedna z prvních programátorek počítače ENIAC, což byl první elektronkový programovatelný počítač. Programátorky jej musely ručně programovat pomocí 3000 přepínačů. V roce 1946 byl projekt představen veřejnosti a tisku. Tyto programátorky byly první generací programátorů, která ENIAC programovala, a po skončení projektu učily ostatní programovacím technikám.
Dalšími pěti programátorkami ENIACu byly Jean Bartik, Betty Holberton, Kathleen Antonelli, Marlyn Meltzer a Frances Spence.